# 野村アセットマネジメント
野村アセットマネジメント株式会社（のむらアセットマネジメント）は、東京都江東区豊洲に本社を置く、野村ホールディングス傘下の投資顧問・資産運用会社。1997年に野村證券投資信託委託株式会社と野村投資顧問株式会社が合併して発足した。
個人投資家向けのETF（上場投資信託）である「NEXT FUNDS」シリーズが代表的商品であり、国内のETF残高シェアでは43.5%と1位（世界では6位）。また、日本で初めて外国証券を投資目的とした投資信託を設定した運用会社である。資産運用残高は約70兆円（2022年10月現在）と国内最大手。

## 沿革
- 1959年 野村證券投資信託委託株式会社を設立
- 1981年 野村投資顧問株式会社を設立
- 1997年 野村證券投資信託委託株式会社と野村投資顧問株式会社が合併し、野村アセット・マネジメント投信が発足
- 2000年 商号を野村アセットマネジメントに変更
- 2001年 野村ホールディングスの子会社になる
- 2019年 野村アセットマネジメント初の女性社長が就任した

## 概要
- 運用残高
  - 投資信託（純資産額）：38兆6367億円（2019年12月末現在）
  - 投資顧問（契約資産額）：12兆6267億円（2019年12月末現在）

## 組織
組織図
- 運用調査ユニット
運用部
スタートアップ投資室
グローバル・リサーチ部
責任投資調査部
サステナブル投資室
トレーディング部
資産運用先端技術研究部[4]
- オルタナティブ&アドバイザリー運用ユニット
アドバイザリー運用部
オルタナティブ運用部
オルタナティブソリューション部
プライベートソリューション部

- プロダクト・マネジメントユニット
プロダクト・マネジメント部

- 資産形成ユニット
資産形成ソリューション企画部
資産形成ソリューション一部
資産形成ソリューション二部
確定拠出年金ソリューション部
インデックスソリューション部
大阪支店
福岡営業所
- 機関投資家ユニット
機関投資家ソリューション部
金融法人ソリューション部
ETFソリューション部
- 海外クライアント本部
海外ビジネス戦略部
- 商品本部
プロダクト・ドキュメント部
商品企画部
- リスク管理本部
リスク管理部
リーガル・コンプライアンス部
- ビジネス・インフラ本部
業務プロセス・マネジメント部
IT戦略部
データ・マネジメント部
- コーポレート本部
財務部
総合企画部
人事部
インターナル・オーディット部
ソウル駐在員事務所

- 資産運用研究所[5]

- 国外拠点
NOMURA ASSET MANAGEMENT U.S.A. INC.
Nomura Global Alpha LLC
NOMURA ASSET MANAGEMENT U.K. LIMITED
NOMURA ASSET MANAGEMENT DEUTSCHLAND KAG mbH
NOMURA ASSET MANAGEMENT SINGAPORE LIMITED
NOMURA ASSET MANAGEMENT MALAYSIA Sdn.Bhd.
Nomura Islamic Asset Management Sdn.Bhd.
NOMURA ASSET MANAGEMENT HONG KONG LIMITED
Shanghai Representative Office
Nomura ASSET MANAGEMENT AUSTRALIA PTY LIMITED

## 公的年金の運用
2014年4月、GPIFがゴールドマン・サックス・アセット・マネジメント、野村ファンド・リサーチ・アンド・テクノロジー株式会社、野村アセットマネジメントの3社に公的資金の運用を委ねたことが分かった。同年10月、GPIFは国内株式での運用比率の目安を12％から20％台半ばに大幅に引き上げる方向で調整に入った。麻生太郎財務相との協議を経て塩崎恭久厚生労働相が決定するという。従来の上限は18％だった。一連の動きに対しては、株価対策の道具にされかねないという批判が出ている。